# فرانك سبونر
فرانك سبونر (بالإنجليزية: Frank Spooner)‏ هو شخصية أعمال أمريكي، ولد في 9 سبتمبر 1937 في ستيفنز في الولايات المتحدة.